# Tõnu Õnnepalu
Œuvres principales
Piiririik
Tõnu Õnnepalu (né le 13 septembre 1962 à Tallinn) est un écrivain et poète estonien, également connu sous les pseudonymes d'Anton Nigov ou Emil Tode . 
Certains le considèrent comme le romancier estonien contemporain majeur.

## Biographie
Tõnu Õnnepalu a étudié à l'université de Tartu. En 1993, il publie Piiririik , sous le pseudonyme d'Emil Tode, il devint célèbre et est traduit en 14 langues.
Tõnu Õnnepalu a traduit en estonien des auteurs français parmi lesquels François Mauriac, Charles Baudelaire et Marcel Proust.

## Œuvres

### Poèmes
- Tõnu Õnnepalu, Jõeäärne maja, 1985
- Tõnu Õnnepalu, Ithaka, 1988 (ISBN 5-450-00189-4)
- Tõnu Õnnepalu, Sel maal, 1990 (ISBN 5-450-00634-9)
- Tõnu Õnnepalu, Mõõt, 1996 (ISBN 9985-802-14-4)
- Tõnu Õnnepalu, Enne heinaaega ja hiljem, 2005
- Tõnu Õnnepalu, Kevad ja suvi ja, 2009

### Romans
- Emil Tode, Piiririik, 1993 (ISBN 9985-802-59-4)
- Emil Tode, Hind, 1995 (ISBN 9985-802-08-X)
- Emil Tode, Printsess, 1997
- (et) Emil Tode, Raadio, Tallinn, Eesti keele Sihtasutus, 2002 (ISBN 9985-811-99-2)
- Tõnu Õnnepalu, Paradiis, 2009

### Autobiographie
- Anton Nigov, Harjutused, 2002

### Œuvre traduite en français
- Emil Tode (trad. Antoine Chalvin), Pays frontière [« Piiririik »], Gallimard, coll. « Monde entier », 1997, 160 p. (ISBN 978-2-07-074080-2)

## Prix et récompenses
- Prix de poésie Juhan-Liiv, 2007
- Prix A. H. Tammsaare, 2010